# Sciadocladus kerrii
Sciadocladus kerrii là một loài Rêu trong họ Hypnodendraceae. Loài này được (Mitt.) A. Jaeger ex Broth. mô tả khoa học đầu tiên năm 1909.